# Voleibol nos Jogos Olímpicos de Verão de 2016 - Qualificação feminina
A qualificação para o torneio olímpico de voleibol feminino de 2016 foi realizada desde 22 de agosto de 2015 e vai até 22 de maio de 2016. Doze equipes se classificaram: o país-sede (Brasil), o campeão e o vice-campeão da Copa do Mundo de 2015, cinco campeões de pré-olímpicos continentais e quatro equipes pelo pré-olímpico mundial.

## Equipes qualificadas
| Torneio de qualificação         | Data                                 | Sede       | Vagas | Qualificados   | Última participação |
| ------------------------------- | ------------------------------------ | ---------- | ----- | -------------- | ------------------- |
| País-sede                       | 2 de outubro de 2009                 | Copenhague | 1     | Brasil         | Londres 2012        |
| Copa do Mundo de 2015           | 22 de agosto – 6 de setembro de 2015 | Japão      | 2     | China          | Londres 2012        |
| Copa do Mundo de 2015           | 22 de agosto – 6 de setembro de 2015 | Japão      | 2     | Sérvia         | Londres 2012        |
| Pré-Olímpico da Europa          | 4 – 9 de janeiro de 2016             | Ancara     | 1     | Rússia         | Londres 2012        |
| Pré-Olímpico da América do Sul  | 6 – 10 de janeiro de 2016            | Bariloche  | 1     | Argentina      | estreante           |
| Pré-Olímpico da NORCECA         | 7 – 9 de janeiro de 2016             | Lincoln    | 1     | Estados Unidos | Londres 2012        |
| Pré-Olímpico da África          | 12 – 16 de fevereiro de 2016         | Yaoundé    | 1     | Camarões       | estreante           |
| Pré-Olímpico da Ásia e Oceania1 | 14 – 22 de maio de 2016              | Tóquio     | 1     | Japão          | Londres 2012        |
| Qualificatório Mundial1         | 14 – 22 de maio de 2016              | Tóquio     | 3     | Itália         | Londres 2012        |
| Qualificatório Mundial1         | 14 – 22 de maio de 2016              | Tóquio     | 3     | Países Baixos  | Atlanta 1996        |
| Qualificatório Mundial1         | 14 – 22 de maio de 2016              | Tóquio     | 3     | Coreia do Sul  | Londres 2012        |
| Qualificatório Intercontinental | 20 – 22 de maio de 2016              | San Juan   | 1     | Porto Rico     | estreante           |
| Total                           |                                      |            | 12    |                |                     |

↑1  O Qualificatório Mundial e o Torneio Pré-Olímpico Asiático serão disputados concomitantemente.

## Processo de qualificação
|  | Classificado para os Jogos Olímpicos de Verão de 2016 |
|  | Classificado para o Torneio Pré-Olímpico Mundial      |

## Procedimento de classificação nos grupos
| Para todos os torneios qualificatórios exceto o da NORCECA: 1. Número de vitórias; 2. Pontos; 3. Razão de sets; 4. Razão de pontos; 5. Resultado da última partida entre os times empatados. Placar de 3–0 ou 3–1: 3 pontos para o vencedor, nenhum para o perdedor; Placar de 3–2: 2 pontos para o vencedor, 1 para o perdedor. | Apenas para o torneio qualificatório da NORCECA: 1. Número de vitórias; 2. Pontos; 3. Razão de pontos; 4. Razão de sets; 5. Resultado da última partida entre os times empatados. Placar de 3–0: 5 pontos para o vencedor, nenhum para o perdedor; Placar de 3–1: 4 pontos para o vencedor, 1 para o perdedor; Placar de 3–2: 3 pontos para o vencedor, 2 para o perdedor. |

## País-sede
A FIVB reservou uma vaga ao país-sede dos Jogos Olímpicos.
- Brasil

## Copa do Mundo
- Local:  Várias cidades, Japão
- Duração: 22 de agosto a 6 de setembro de 2015

| Posição | País                 |
| ------- | -------------------- |
| 1st     | China                |
| 2nd     | Sérvia               |
| 3rd     | Estados Unidos       |
| 4       | Rússia               |
| 5       | Japão                |
| 6       | Coreia do Sul        |
| 7       | República Dominicana |
| 8       | Argentina            |
| 9       | Cuba                 |
| 10      | Quênia               |
| 11      | Peru                 |
| 12      | Argélia              |

## Qualificatórios continentais

### Europa
- Local:  Başkent Volleyball Hall, Ancara, Turquia
- Duração: 4 a 9 de janeiro de 2016

| Posição | País          |
| ------- | ------------- |
| 1       | Rússia        |
| 2       | Países Baixos |
| 3       | Itália        |
| 4       | Turquia       |
| 5       | Alemanha      |
| 6       | Bélgica       |
| 7       | Polônia       |
| 8       | Croácia       |

### América do Sul
- Local:  Estadio Bomberos Voluntarios, Bariloche, Argentina
- Duração: 6 a 10 de outubro de 2015

| Posição | País      |
| ------- | --------- |
| 1       | Argentina |
| 2       | Peru      |
| 3       | Colômbia  |
| 4       | Venezuela |
| 5       | Chile     |

### NORCECA
- Local:  Pinnackle Bank Arena, Lincoln, Estados Unidos
- Duração: 7 a 9 de janeiro de 2016

| Posição | País                 |
| ------- | -------------------- |
| 1       | Estados Unidos       |
| 2       | República Dominicana |
| 3       | Porto Rico           |
| 4       | Canadá               |

### África
- Local:  Yaoundé Multipurpose Sports Complex, Yaoundé, Camarões
- Duração: 12 a 16 de fevereiro de 2016

| Posição | País     |
| ------- | -------- |
| 1       | Camarões |
| 2       | Egito    |
| 3       | Quênia   |
| 4       | Argélia  |
| 5       | Botsuana |
| 6       | Tunísia  |
| 7       | Uganda   |

### Ásia e Oceania
O Pré-Olímpico Asiático foi disputado dentro do Pré-Olímpico Mundial. O país-sede e as três melhores equipes asiáticas no ranking mundial até 1 de janeiro de 2016 foram classificadas. A melhor equipe asiática foi classificada para os Jogos Olímpicos.

## Torneios de qualificação mundiais
| Qualificatório Mundial               | Qualificatório Mundial | Qualificatório Mundial | Qualificatório Mundial | Qualificatório Intercontinental | Qualificatório Intercontinental |
| Qualificado como                     | Equipe                 | Qualificado como       | Equipe                 | Qualificado como                | Equipe                          |
| ------------------------------------ | ---------------------- | ---------------------- | ---------------------- | ------------------------------- | ------------------------------- |
| País-sede                            | Japão                  | 2º da Europa           | Países Baixos          | 3º da África                    | Quênia                          |
| Ranking mundial para times asiáticos | Coreia do Sul          | 3º da Europa           | Itália                 | 4º da África                    | Argélia2                        |
| Ranking mundial para times asiáticos | Tailândia              | 2º da NORCECA          | República Dominicana   | 3º da NORCECA                   | Porto Rico                      |
| Ranking mundial para times asiáticos | Cazaquistão            | 2º da América do Sul   | Peru                   | 3º da América do Sul            | Colômbia                        |

↑2  A seleção egípcia desistiu de participar da competição e, portanto, a Argélia herdou sua vaga.

### Qualificatório Mundial
- Local:  Ginásio Metropolitano de Tóquio, Tóquio, Japão
- Data: 14 a 22 de maio de 2016

### Qualificatório Intercontinental
- Local:  Coliseu Roberto Clemente, San Juan, Porto Rico
- Data: 20 a 22 de maio de 2016